# Neoplatyura setiger
Neoplatyura setiger är en tvåvingeart som först beskrevs av Oskar Augustus Johannsen 1910.  Neoplatyura setiger ingår i släktet Neoplatyura och familjen platthornsmyggor.
Artens utbredningsområde är Washington. Inga underarter finns listade i Catalogue of Life.